# Valea Agrișului
Valea Agrișului – wieś w Rumunii, w okręgu Kluż, w gminie Iara. W 2011 roku liczyła 33 mieszkańców.